# 18 oktober
18 oktober is de 291ste dag van het jaar (292ste dag in een schrikkeljaar) in de gregoriaanse kalender. Hierna volgen nog 74 dagen tot het einde van het jaar.

## Gebeurtenissen
- Economie
  - 2012 - Mijnbouwgigant Goldfields ontslaat 1500 stakende mijnwerkers in Zuid-Afrika, die niet voor de gestelde deadline op het werk terugkeerden.

- Media
  - 1922 - Oprichting van de BBC.[1]
  - 1967 - De première van Disney-film Jungle book.
  - 1988 - De tropische cycloon Joan, die zware regenval met zich meebrengt, veroorzaakt in het noorden van Colombia overstromingen waardoor zeker drie mensen omkomen.
  - 2005 - In het Big Brotherhuis wordt de eerste Big Brother-baby geboren.[1]
  - 2013 - Bij het Gouden Televizier-Ring Gala wint het programma Wie is de Mol? de Gouden Televizier-Ring, na zes keer eerder al genomineerd geweest te zijn.
- Muziek
  - 1988 - The Traveling Wilburys brengen hun debuutalbum Traveling Wilburys Vol. 1 uit in de Verenigde Staten.[2]
- Oorlog
  - 1914 - De Slag om de IJzer gaat van start. Franse, maar vooral Belgische, soldaten verdedigen de Noordelijke frontlinie in de Westhoek.

- Politiek
  - 614 - Koning Chlotharius II vaardigt in Parijs het Edictum Chlotharii uit. De Frankische deelkoninkrijken (Austrasië, Neustrië en Bourgondië) krijgen een vorm van onafhankelijkheid.
  - 1685 - Koning Lodewijk XIV herroept het Edict van Nantes, waarop 50.000 hugenoten naar Nederland vluchtten.
  - 1867 - De Verenigde Staten kopen Alaska van Rusland.[1]
  - 1898 - Puerto Rico wordt in bezit genomen door de Verenigde Staten.[1]
  - 1908 - België annexeert de Kongo-Vrijstaat.
  - 1943 - De schrijver A.M. de Jong wordt door Nederlandse SS'ers vermoord, een van de zgn. Silbertanne-acties.
  - 1977 - Een aantal leden van de Rote Armee Fraktion (RAF) plegen zelfmoord in hun cel, al wordt er getwijfeld of het wel echte zelfmoorden waren. Bevrijding van een gekaapt Duits vliegtuig in Mogadishu door een elite-eenheid van de Duitse politie.
  - 1989 - Egon Krenz vervangt Erich Honecker als president van de DDR en blijft tot de val van de Berlijnse Muur staatshoofd van het communistische Oost-Duitsland.
  - 1990 - De Vlaamse Raad keurt het voorstel goed dat aan de Vlaamse Gemeenschap een nieuw wapen en een nieuwe vlag geeft. Het Vlaamse volkslied - de Vlaamse Leeuw - wordt uitgebreid met een strofe.
  - 1992 - Malawi's president voor het leven Hastings Kamuzu Banda kondigt een referendum aan over de invoering van een meerpartijensysteem.
  - 2009 - In Antwerpen werd een volksraadpleging georganiseerd over de Oosterweelverbinding. 35% van de kiezers bracht een stem uit en 59,24% van de kiezers oordeelde dat de stad een negatief advies diende te leveren voor de bouwvergunningsaanvraag voor het toen voorliggend tracé van de Oosterweelverbinding.

- Religie
  - 1968 - Verheffing van het rooms-katholieke apostolisch vicariaat IJsland tot Bisdom Reykjavik. Benoeming van de Nederlander Hendrik Hubert Frehen tot bisschop.
  - 1999 - Paus Johannes Paulus II verleent de Basiliek van Onze Lieve Vrouw ten Hemelopneming te Zwolle de eretitel van basiliek.

- Sport
  - 1986 - Bij het WK hockey in Londen komt de Nederlandse ploeg niet verder dan de zevende plaats. In de afsluitende wedstrijd, de laatste interland van strafcornerkanon Ties Kruize, wordt Polen met 7-2 verslagen.
  - 2009 - Jenson Button wordt wereldkampioen Formule 1.
  - 2020 - Mathieu van der Poel wint de Ronde van Vlaanderen.

- Wetenschap en technologie
  - 1817 - Ontdekking van het graf van Seti I door Giovanni Battista Belzoni.[1]
  - 1954 - In de Verenigde Staten wordt de eerste draagbare transistorradio in zakformaat op de consumentenmarkt gebracht, de Regency TR-1.
  - 1962 - De Nobelprijs voor de Fysiologie of Geneeskunde wordt toegekend aan James Watson, Francis Crick en Maurice Wilkins voor de ontdekking van de structuur van DNA.[1]
  - 1963 - Lancering van Félicette, de eerste kat in de ruimte met een Véronique AG1 raket van Frankrijk. Haar vlucht was succesvol en duurde 15 minuten.[3]
  - 1967 - Koningin Juliana stelt Gemaal De Blocq van Kuffeler in werking, het gemaal dat Zuidelijk Flevoland droogmaalt.
  - 1989 - Lancering vanaf Cape Canaveral van spaceshuttle Atlantis voor missie STS-34 met in het vrachtruim onder meer het Galileo ruimtevaartuig.[4]
  - 1989 - Lancering van Galileo, het eerste ruimtetuig dat in een baan om Jupiter terechtkomt en later ook een sonde in de atmosfeer ervan laat afdalen. Op zijn tocht naar Jupiter passeert Galileo langs enkele planetoïden en ontdekt ook een maantje bij een planetoïde.
  - 2019 - De Amerikaanse astronauten Christina Koch en Jessica Meir vormen het eerste geheel uit vrouwen bestaande team in de geschiedenis dat een ruimtewandeling maakt.[5]
  - 2020 - Lancering van een Falcon 9 raket van SpaceX vanaf Kennedy Space Center Lanceercomplex 39 voor de Starlink V1 L13 missie met 60 Starlink satellieten.[6]
  - 2022 - Het Amerikaanse technologiebedrijf Meta (o.a. Facebook) wordt door de Britse toezichthouder Competition and Markets Authority (CMA) gedwongen het GIF-platform Giphy te verkopen omdat de toezichthouder oordeelt dat de overname slecht is voor sociale media en de advertentiemarkt.[7]
  - 2023 - Lancering van een Falcon 9 raket van SpaceX vanaf Kennedy Space Center Lanceercomplex 40 voor de Starlink group 6-23 missie met 22 Starlink satellieten.[8]
  - 2023 - Natuurkundigen van de Friedrich-Alexander-Universität Erlangen-Nürnberg maken bekend dat het is gelukt een deeltjesversneller te bouwen die ongeveer dezelfde grootte heeft als een computerchip. De energiewinst van het apparaat is echter nog te laag om in de praktijk bruikbaar te zijn. Het Duitse team werkt samen met een team van de Amerikaanse Stanford University om tot bruikbare resultaten te komen.[9]

## Geboren

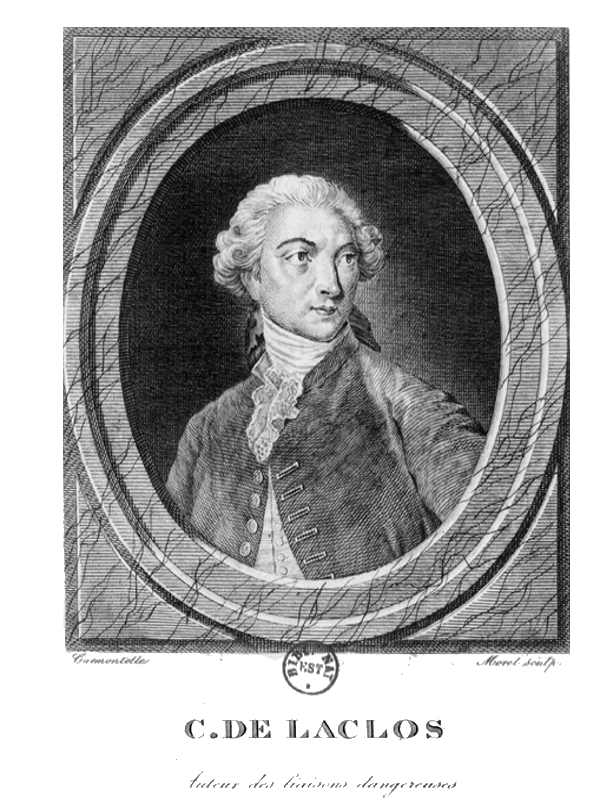
Pierre Choderlos de Laclos
geboren in 1741

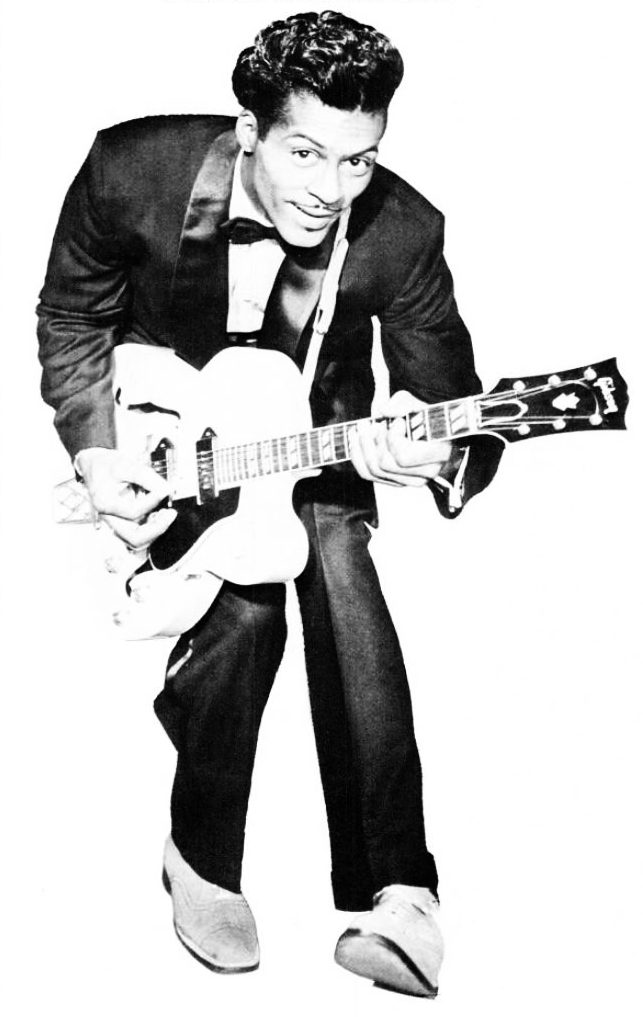
Chuck Berry
geboren in 1926

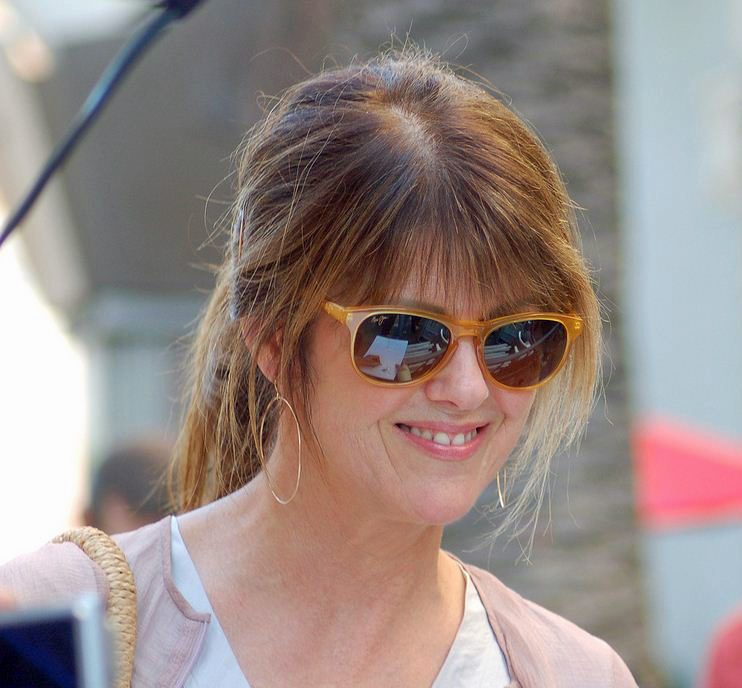
Pam Dawber
geboren in 1951

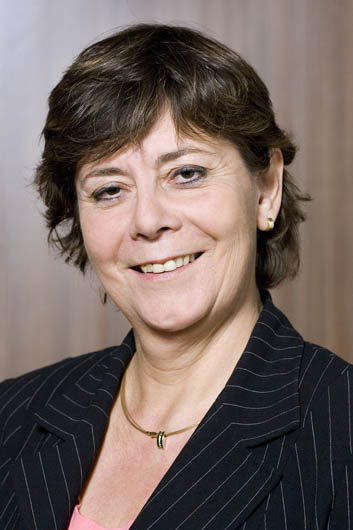
Rita Verdonk
geboren in 1955

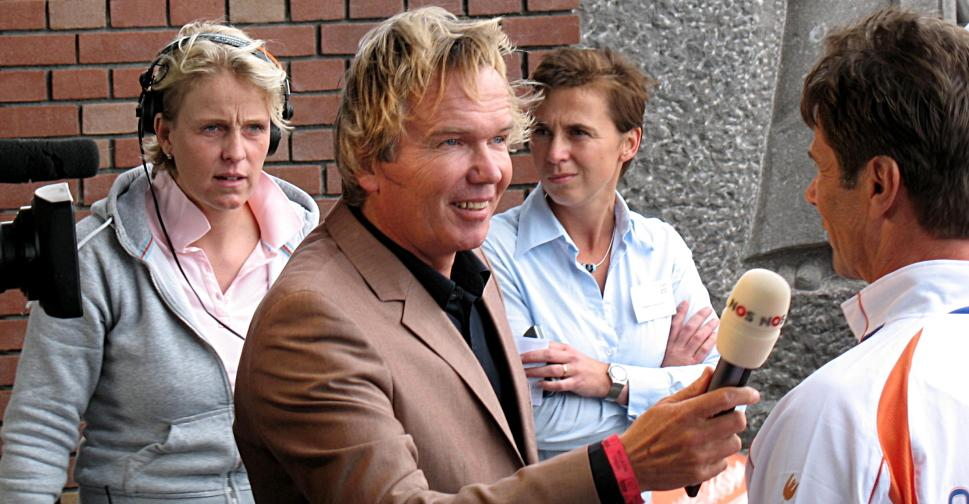
Tom Egbers
geboren in 1957

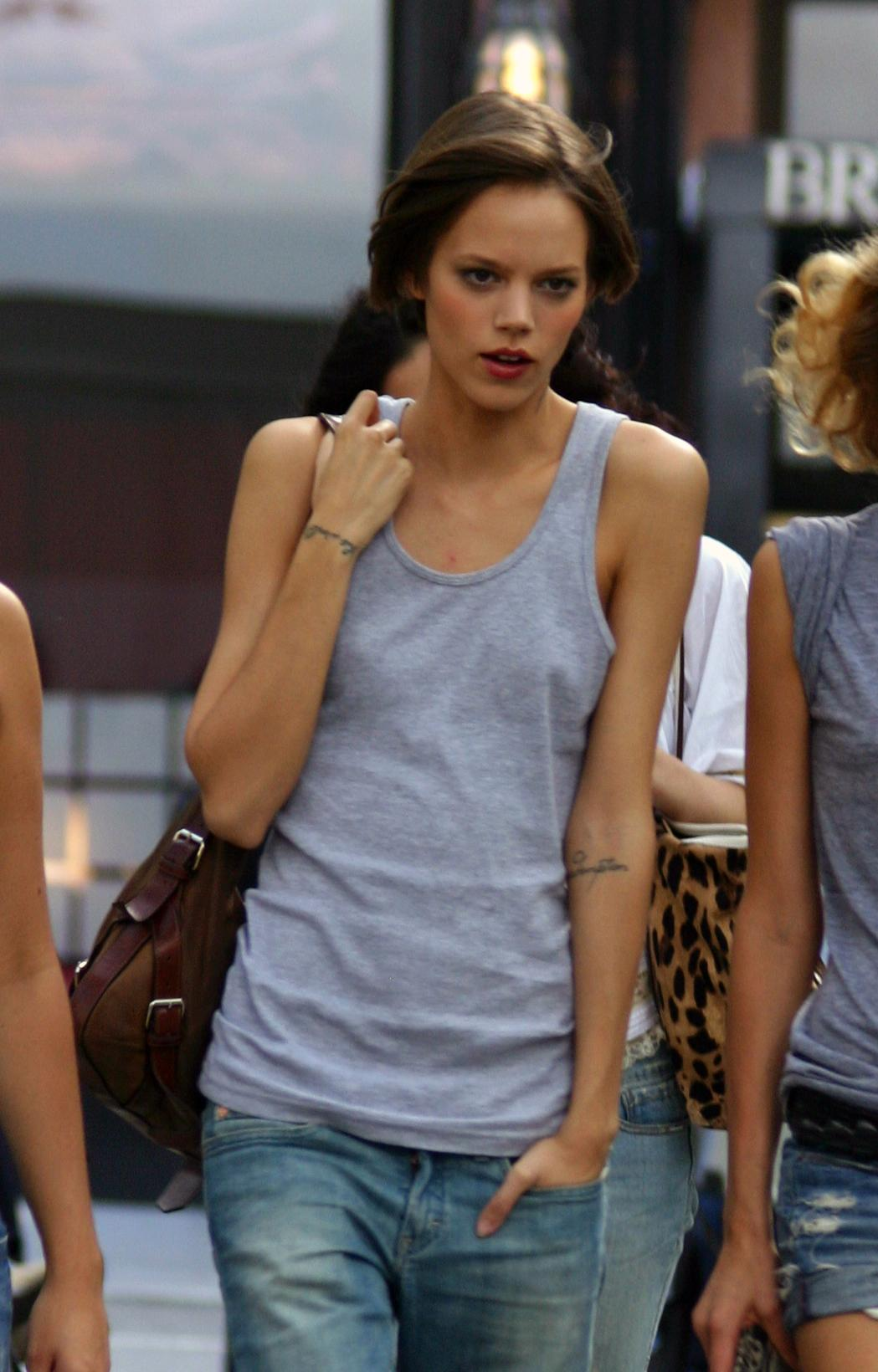
Freja Beha Erichsen
geboren in 1987

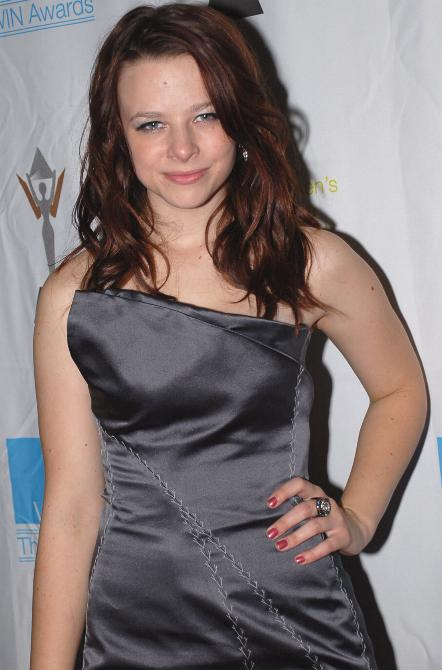
Joy Lauren
geboren in 1989

- 1130 - Zhu Xi, Chinees confucianistische geleerde (overleden 1200)
- 1405 - Aenea Silvio, beter bekend als Paus Pius II (overleden 1464)
- 1547 - Justus Lipsius, Belgisch historicus (overleden 1606)
- 1653 - Abraham van Riebeeck, Gouverneur-Generaal van Nederlands-Indië (overleden 1713)
- 1741 - Pierre Choderlos de Laclos, Frans legergeneraal en schrijver (overleden 1803)
- 1777 - Heinrich von Kleist, Duits schrijver (overleden 1811)
- 1784 - Francijntje de Boer, Nederlands dichteres (overleden 1852)
- 1799 - Christian Friedrich Schönbein, ontdekker van ozon (overleden 1868)
- 1804 - Rama IV, Thais koning (overleden 1868)
- 1847 - Aleksandr Lodygin, Russisch elektrotechnicus en uitvinder (overleden 1923)
- 1854 - Karl Kautsky, Tsjechisch sociaaldemocratisch denker (overleden 1938)
- 1859 - Henri Bergson, Frans filosoof (overleden 1941)
- 1865 - Arie de Jong, Nederlands arts en taalkundige (overleden 1957)
- 1873 - Ivanoe Bonomi, Italiaans politicus (overleden 1951)
- 1874 - Peter O'Connor, Iers atleet (overleden 1957)
- 1882 - Lucien Petit-Breton, Frans wielrenner (overleden 1917)
- 1892 - Eduard Pendorf, Duits voetballer (overleden 1958)
- 1893 - Jean Lefebvre, Belgisch atleet (overleden ?)
- 1897 - Karl Pauspertl, Oostenrijks componist, dirigent en filosoof (overleden 1963)
- 1898 - Karl Giese, Duitse archivaris van het Institut für Sexualwissenschaft (overleden 1938)
- 1898 - Joseph Keunen, Belgisch schrijver (overleden 1983)
- 1898 - Ernst Wollweber, Duits Stasi-leider (overleden 1967)
- 1901 - Annette Hanshaw, Amerikaans jazz zangeres (overleden 1985)
- 1902 - Miriam Hopkins, Amerikaans actrice (overleden 1972)
- 1903 - Lina Radke, Duits atlete (overleden 1983)
- 1905 - Jan Gies, Nederlands verzetslid, hielp om Anne Frank en haar familie te verbergen (overleden 1993)
- 1905 - Félix Houphouët-Boigny, Ivoriaans president (overleden 1993)
- 1912 - Aurelio Sabattani, Italiaans curiekardinaal (overleden 2003)
- 1912 - Philibert Tsiranana, Malagassisch premier (overleden 1978)
- 1914 - Jacob Tol, Nederlands priester (overleden 2006)
- 1917 - Jef Van den Berg, Belgisch componist, pianist, muziekleraar, televisieregisseur en televisieproducent (overleden 2007)
- 1918 - Molly Geertsema, Nederlands politicus (overleden 1991)
- 1918 - Konstantinos Mitsotakis, Grieks premier (overleden 2017)
- 1919 - Anita O'Day, Amerikaans jazz-zangeres (overleden 2006)
- 1919 - Pierre Trudeau, Canadees politicus (overleden 2000)
- 1920 - Melina Merkouri, Grieks zangeres en politica (overleden 1994)
- 1921 - Jesse Helms, Amerikaans senator (overleden 2008)
- 1922 - Jopie Huisman, Nederlands kunstschilder (overleden 2000)
- 1924 - Egil Hovland, Noors componist en organist (overleden 2013)
- 1925 - Ramiz Alia, politiek leider van Albanië (overleden 2011)
- 1925 - Wim van Gennip, Nederlands zanger (De Heikrekels) (overleden 2012)
- 1926 - Chuck Berry, Amerikaans rock-'n-roll-muzikant (overleden 2017)
- 1926 - Klaus Kinski, Duits acteur (overleden 1991)
- 1927 - Karin Kraaykamp, Nederlands televisie-omroepster (overleden 2018)
- 1928 - Rik Van Aerschot, Belgisch emeritus hoogleraar (overleden 2012)
- 1929 - Violeta Barrios de Chamorro, Nicaraguaans politica; president 1990-1997 (overleden 2025)
- 1929 - Kees Fens, Nederlands criticus en essayist (overleden 2008)
- 1929 - Ans Wortel, Nederlands beeldend kunstenares, dichteres en schrijfster (overleden 1996)
- 1930 - Frank Carlucci, Amerikaans politicus (overleden 2018)
- 1930 - Lea Dasberg, Nederlands-Israëlisch pedagoge (overleden 2018)
- 1931 - Prospero Amatong, Filipijns politicus (overleden 2009)
- 1931 - Ien Dales, Nederlands politica (overleden 1994)
- 1931 - Susi Eppenberger, Zwitsers politica (overleden 2023)
- 1932 - Vytautas Landsbergis, Litouws musicus, schrijver en staatsman
- 1933 - Piet Buijnsters, Nederlands letterkundige en boekhistoricus (overleden 2022)
- 1933 - Ludovico Scarfiotti, Italiaans autocoureur (overleden 1968)
- 1934 - Dorothea Rockburne, Canadees-Amerikaans beeldend kunstenares
- 1934 - Inger Stevens, Zweeds-Amerikaans actrice (overleden 1970)
- 1935 - Peter Boyle, Amerikaans acteur (overleden 2006)
- 1935 - Jan-August Van Calster, Belgisch politicus (overleden 2013)
- 1936 - Gerrit Bals, Nederlands voetbaldoelman (overleden 2016)
- 1936 - Jaime Lucas Ortega y Alamino, Cubaans kardinaal-aartsbisschop van Havana (overleden 2019)
- 1937 - Lettie Oosthoek, Nederlands actrice
- 1937 - Günther Seiffert, Duits autocoureur (overleden 2020)
- 1938 - Dawn Wells, Amerikaans actrice (overleden 2020)
- 1939 - Flavio Cotti, Zwitsers politicus (overleden 2020)
- 1939 - Lee Harvey Oswald, Amerikaans (vermeend) moordenaar van John F. Kennedy (overleden 1963)
- 1939 - Paddy Reilly, Iers zanger en gitarist
- 1939 - Salifou Sylla, Guinees percussionist (overleden 2011)
- 1940 - Cynthia Weil, Amerikaans componiste en muziekproducente (overleden 2023)
- 1941 - Billy Cox, Amerikaans basgitarist
- 1942 - Eli Noyes, Amerikaans animator (overleden 2024)
- 1942 - Gianfranco Ravasi, Italiaans kardinaal
- 1943 - Andrej Bajuk, Sloveens econoom, politicus en minister-president (overleden 2011)
- 1944 - Ramón Aguirre Suárez, Argentijns voetballer (overleden 2013)
- 1944 - John Ruggie, Amerikaans politicoloog (overleden 2021)
- 1944 - Finn Seemann, Noors voetballer (overleden 1985)
- 1945 - Ad Kraamer (Marc Winter), Nederlands muziekproducent
- 1946 - Joe Egan, Brits (Schots) zanger en componist
- 1946 - Sverre Kjelsberg, Noors zanger (overleden 2016)
- 1947 - Job Cohen, Nederlands politicus
- 1947 - Joe Morton, Amerikaans acteur
- 1948 - Ntozake Shange, Amerikaans schrijfster (overleden 2018)
- 1948 - Hans van Zetten, Nederlands sportverslaggever
- 1949 - Gary Richrath, Amerikaans gitarist, zanger en tekstschrijver (overleden 2015)
- 1950 - Koos Dalstra, Nederlands dichter en beeldend kunstenaar
- 1950 - Monica Verschoor, Nederlands popzangeres en pianiste
- 1951 - Pam Dawber, Amerikaans actrice
- 1952 - Chuck Lorre, Amerikaans schrijver en televisieproducer
- 1953 - Loes Luca, Nederlands actrice en comédienne
- 1953 - Willem Lucht, Nederlands politicus en televisiepersoonlijkheid
- 1954 - Chris van der Heijden, Nederlands historicus en publicist
- 1954 - Bob Weinstein, Amerikaans filmproducent en studiobaas
- 1954 - Ramona Wulf (Ramona), Duits schlager-, disco- en popzangeres
- 1955 - Rita Verdonk, Nederlands politica
- 1956 - Martina Navrátilová, Tsjechisch-Amerikaans tennisster
- 1957 - Tom Egbers, Nederlands sportpresentator
- 1957 - Precious Wilson, Jamaicaans zangeres
- 1958 - Thomas Hearns, Amerikaans bokser
- 1958 - Julio Olarticoechea, Argentijns voetballer
- 1959 - Ernesto Canto, Mexicaans snelwandelaar (overleden 2020)
- 1959 - Kirby Chambliss, Amerikaans piloot
- 1959 - Mauricio Funes, Salvadoraans politicus (overleden 2025)
- 1959 - John Nord, Amerikaans worstelaar
- 1960 - Jean-Claude Van Damme, Belgisch acteur
- 1961 - Wynton Marsalis, Amerikaans jazztrompettist
- 1961 - Sergei Rakhmanin, Russisch piloot
- 1963 - Ann Haesebrouck, Belgisch roeister
- 1963 - Jolanta Piętek, Pools actrice
- 1965 - Dave Silk, Amerikaans schaatser
- 1966 - Toshihisa Tsuchihashi, Japans tennisser
- 1966 - Angela Visser, Nederlands model
- 1967 - Matjaž Florjančič, Sloveens voetballer
- 1967 - Beth Hirsch, Amerikaans zangeres
- 1967 - Ralph Kok, Nederlands tennisser
- 1968 - Erik Clarys, Belgisch darter
- 1968 - Michael Stich, Duits tennisser en coach
- 1969 - Olegário Benquerença, Portugees voetbalscheidsrechter
- 1969 - Michael Pilarczyk, Nederlands radio- en televisiepresentator en mediaondernemer
- 1969 - Monique Velzeboer, Nederlands shorttrackster en fotograaf
- 1969 - Nelson Vivas, Argentijns voetballer
- 1970 - Alex Barros, Braziliaans motorcoureur
- 1970 - Nicholas Harrison, Australisch atleet
- 1970 - Mike Starink, Nederlands televisiepresentator
- 1971 - Yoo Sang-chul, Zuid-Koreaans voetballer en voetbaltrainer (overleden 2021)
- 1972 - Kurt Caceres, Amerikaans acteur
- 1972 - Alex Tagliani, Canadees autocoureur
- 1973 - James Foley, Amerikaans persfotograaf (overleden 2014)
- 1973 - Michalis Kapsis, Grieks voetballer
- 1974 - Paul Palmer, Brits zwemmer
- 1975 - Baby Bash, Amerikaans rapper
- 1975 - Rouven Schröder, Duits voetballer en sportbestuurder
- 1976 - Kjell Carlström, Fins wielrenner
- 1977 - Ryan Nelsen, Nieuw-Zeelands voetballer
- 1977 - Paul Stalteri, Canadees voetballer
- 1978 - Salima Belhaj, Nederlands politica
- 1979 - Ne-Yo (Shaffer Chimere Smith), Amerikaans singer-songwriter
- 1979 - Heidi Sørensen, Deens zangeres
- 1980 - Dave Joosten, Nederlands voetballer
- 1982 - Ricky Bochem, Nederlands voetballer
- 1982 - Michael Dingsdag, Nederlands voetballer
- 1982 - Svitlana Loboda, Oekraïens zangeres en componist
- 1982 - Maksim Vylegsjanin, Russisch langlaufer
- 1983 - Jonny Reid, Nieuw-Zeelands autocoureur
- 1984 - Robert Harting, Duits atleet
- 1984 - Annekatrin Thiele, Duits roeister
- 1984 - Lindsey Vonn, Amerikaans alpineskiester
- 1986 - Loukas Giorkas, Cypriotisch zanger
- 1987 - Freja Beha Erichsen, Deens model
- 1987 - Zac Efron, Amerikaans acteur
- 1987 - Olesja Povch, Oekraïens atlete
- 1988 - Dane Cameron, Amerikaans autocoureur
- 1988 - Mads Glæsner, Deens zwemmer
- 1988 - Marie-Pier Prefontaine, Canadees alpineskiester
- 1988 - Tessa Schram, Nederlands actrice
- 1989 - Matthew Centrowitz, Amerikaans atleet
- 1989 - Joy Lauren, Amerikaans actrice
- 1989 - Maria Shkanova, Wit-Russisch alpineskiester
- 1990 - Levan Kenia, Georgisch voetballer
- 1990 - Carly Schroeder, Amerikaans actrice
- 1991 - Roly Bonevacia, Nederlands voetballer
- 1991 - Zohran Mamdani, Amerikaans politicus
- 1992 - Zorbay Küçük, Turks voetbalscheidsrechter
- 1994 - Pascal Wehrlein, Duits autocoureur
- 1995 - Floortje Mackaij, Nederlands wielrenster
- 1995 - Yui Ohashi, Japans zwemster
- 1995 - Amy Vol, Nederlands zangeres (OG3NE)
- 1995 - Shelley Vol, Nederlands zangeres (OG3NE)
- 1996 - Julia Sinning, Nederlands model
- 1996 - Attilio Viviani, Italiaans wielrenner
- 1999 - Lirim Zendeli, Duits autocoureur
- 2000 - Esme Morgan, Engels voetbalster
- 2001 - Danial Frost, Singaporees autocoureur

## Overleden
- 707 - Paus Johannes VII
- 1417 - Paus Gregorius XII
- 1503 - Paus Pius III (64)

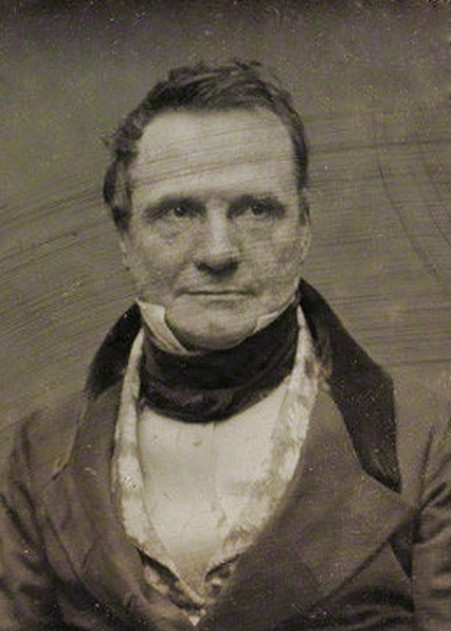
Charles Babbage
overleden in 1871

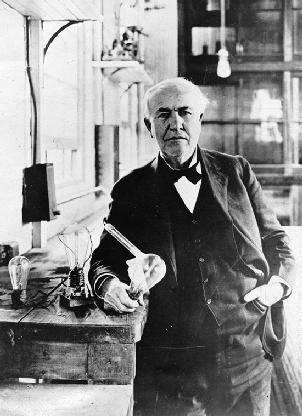
Thomas Edison
overleden in 1931

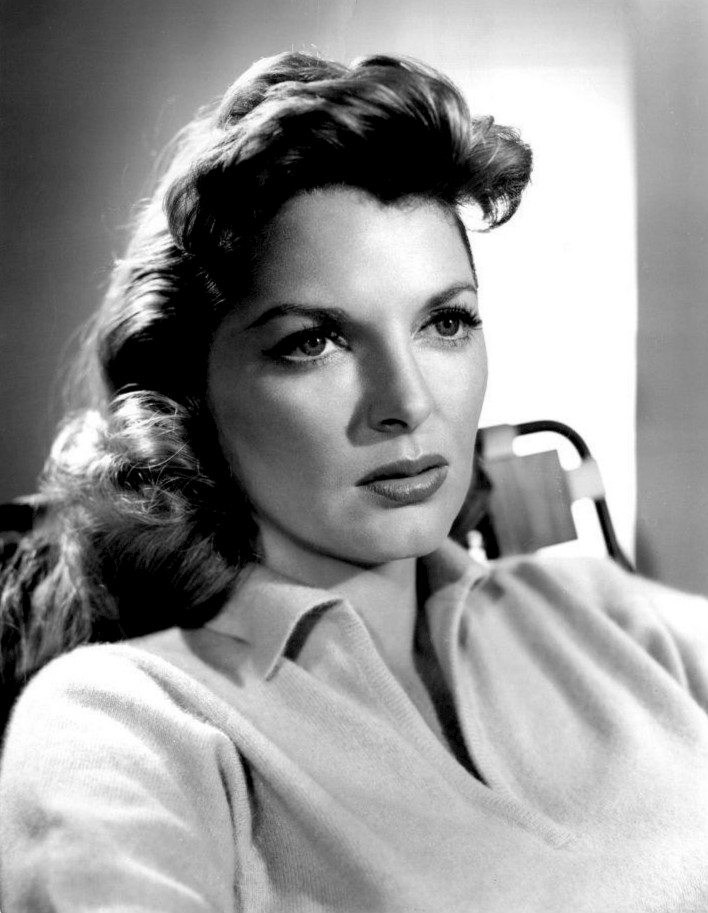
Julie London
overleden in 2000

- 1526 - Lucas Vásquez de Ayllón (51), Spaans conquistador
- 1558 - Maria van Hongarije (53), landvoogdes van de Nederlanden
- 1604 - Igram van Achelen (76), Nederlands staatsman
- 1678 - Jacob Jordaens (85), Zuid-Nederlands kunstschilder
- 1817 - Étienne Nicolas Méhul (54), Frans componist
- 1871 - Charles Babbage (79), Brits uitvinder
- 1893 - Charles Gounod (75), Frans componist
- 1896 - Antonio Meucci (88), Italiaans ontwerper en waarschijnlijk uitvinder van de telefoon
- 1911 - Alfred Binet (54), Frans psycholoog
- 1921 - Koning Lodewijk III van Beieren (76)
- 1931 - Thomas Edison (84), Amerikaans uitvinder
- 1942 - Michail Nesterov (80), Russisch kunstschilder
- 1943 - A.M. de Jong (55), Nederlands schrijver
- 1943 - Jozef Raskin (47), Missionaris van Scheut, onthoofd te Dortmund
- 1944 - Viktor Ullmann (46), Tsjechisch dirigent en componist
- 1948 - Philip Collier (75), 14e premier van West-Australië
- 1948 - Walther von Brauchitsch (67), Duits veldmaarschalk
- 1953 - Anne-Antoinette Cogels (53), Belgisch ontdekkingsreizigster, tennisster en schrijfster
- 1959 - Ahmed Boughéra El Ouafi (61), Algerijns atleet
- 1973 - Leo Strauss (74), Amerikaans filosoof
- 1976 - Giacomo Lercaro (84), Italiaans kardinaal-aartsbisschop van Bologna
- 1977 - Andreas Baader (34), Duits terrorist
- 1977 - Gudrun Ensslin (37), Duits terroriste
- 1977 - Jan-Carl Raspe (33), Duits terrorist
- 1982 - Maurice Gilliams (82), Belgisch schrijver
- 1982 - Paul Lebeau (74), Belgisch schrijver
- 1982 - Bess Truman (97), Amerikaans first lady
- 1984 - Jon-Erik Hexum (26), Amerikaans acteur en model
- 1984 - Stijn Jaspers (23), Nederlands atleet
- 1985 - Jetze Tjalma (92), Nederlands burgemeester en politicus
- 1987 - Jan Jacobus Abspoel (52), Nederlands jurist
- 1987 - Adriaan Ditvoorst (47), Nederlands filmregisseur
- 1987 - Joseph Schauers (88), Amerikaans roeier
- 1988 - Dimitri Frenkel Frank (60), Nederlands filmregisseur
- 1994 - Lee Allen (68), Amerikaans tenorsaxofoonspeler
- 1994 - Else Klink (86), Duits antroposoof
- 1995 - Red Rum (30), Brits renpaard
- 1995 - Ted Whiteaway (66), Brits autocoureur
- 1997 - Ramiro Castillo (31), Boliviaans voetballer
- 1999 - John Cannon (66), Brits autocoureur
- 2000 - Julie London (74), Amerikaans zangeres en actrice
- 2001 - Micheline Ostermeyer (78), Frans atlete en pianiste
- 2002 - Coby Lankester (84), Nederlands componiste en pianiste
- 2002 - Roman Tam (52), Hongkongs zanger
- 2003 - Manuel Vázquez Montalbán (64), Spaans schrijver
- 2004 - Veerappan (52), Indiaas misdadiger
- 2004 - Viktor Zoebarev (33), Kazachs voetballer
- 2005 - Aleksandr Jakovlev (81), Russisch politicus, bedenker van glasnost en perestrojka
- 2006 - Marc Hodler (87), Zwitsers IOC-lid
- 2006 - Alvin Weinberg (91), Amerikaans natuurkundige
- 2007 - Martha Adema (85), Nederlands sprintster
- 2008 - Hans Daudt (83), Nederlands politicoloog
- 2008 - Xie Jin (84), Chinees filmregisseur
- 2008 - Dee Dee Warwick (63), Amerikaans zangeres
- 2009 - Adriaan Kortlandt (91), Nederlands etholoog
- 2013 - Alberto Romualdez jr. (73), Filipijns minister
- 2014 - Paul Craft (76), Amerikaans singer-songwriter
- 2015 - André Bourgeois (87), Belgisch politicus
- 2017 - Brent Briscoe (56), Amerikaans acteur
- 2017 - Eamonn Campbell (70), Iers muzikant
- 2017 - Phil Miller (68), Brits musicus
- 2017 - George Schweigmann (92), Nederlands schaatser
- 2017 - Ricardo Vidal (86), Filipijns kardinaal
- 2018 - Judit Magos (67), Hongaars tafeltenniskampioen
- 2019 - Mark Hurd (62), Amerikaans zakenman
- 2020 - René Felber (87), Zwitsers politicus
- 2020 - Jose Melo (88), Filipijns rechter
- 2020 - Gérard Sulon (82), Belgisch voetballer
- 2021 - Ralph Carmichael (94), Amerikaans componist en songwriter
- 2021 - Edita Gruberová (74), Slowaaks sopraan
- 2021 - Willy Kemp (93), Luxemburgs wielrenner
- 2021 - János Kornai (93), Hongaars econoom
- 2021 - William Lucking (80), Amerikaans acteur
- 2021 - Colin Powell (84), Amerikaans politicus
- 2022 - Ole Ellefsæter (83), Noors langlaufer en atleet
- 2022 - Robert Gordon (75), Amerikaans zanger
- 2023 - Wessel te Gussinklo (82), Nederlands schrijver

## Viering/herdenking
- Alaska: Alaska Dag

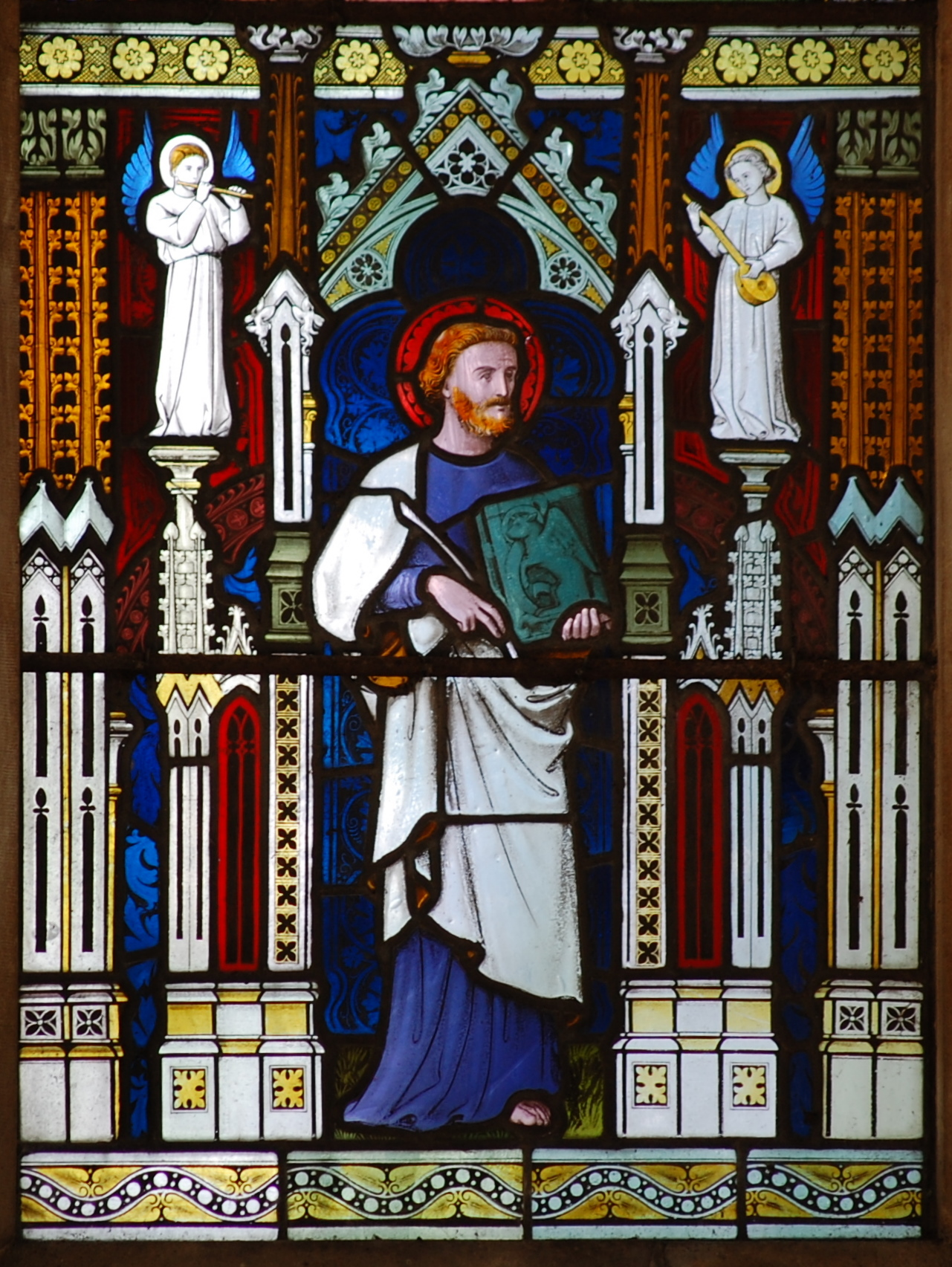
H. Lucas

- Azerbeidzjan Onafhankelijkheidsdag 1991
- Rooms-Katholieke kalender:
  - Heilige Lucas († 1e eeuw), evangelist, Patroon van dokters, schilders, drukkers - Feest
  - Heilige Justus van Beauvais († c. 287)
  - Heilige Gwen(dolijn) (van Talgarth) († 5e eeuw)
  - Heilige Brothen van Wales († 6e eeuw)
  - Heilige Muno (van Nassogne) († c. 630/50) - Gedachtenis (in bisdom Namen)
  - Heilige Petrus van Alcántara († 1562)

## Weerextremen

### Nederland
| | Officiële records | Officiële records | Officiële records |      | Landelijke records | Landelijke records | Landelijke records |
| Gebeurtenis | Jaar              | Extreem           | Locatie           | Jaar | Extreem            | Locatie            |                    |
| --- | ----------------- | ----------------- | ----------------- | ---- | ------------------ | ------------------ | ------------------ |
| Laagste etmaalgemiddelde temperatuur (°C) | 1920              | 3,5               | De Bilt           |      | 1920               | 2,5                | Vlissingen         |
| Hoogste etmaalgemiddelde temperatuur (°C) | 2014              | 17,3              | De Bilt           |      | 2014               | 18,8               | Woensdrecht        |
| Laagste minimumtemperatuur (°C) | 2010              | −1,8              | De Bilt           |      | 2010               | −3,6               | Twenthe            |
| Hoogste minimumtemperatuur (°C) | 1954              | 13,8              | De Bilt           |      | 1954               | 15,0               | Vlissingen         |
| Laagste maximumtemperatuur (°C) | 1920              | 7,2               | De Bilt           |      | 1920               | 4,6                | Vlissingen         |
| Hoogste maximumtemperatuur (°C) | 2014              | 23,0              | De Bilt           |      | 1921               | 27,2               | Maastricht         |
| Hoogste uurgemiddelde windsnelheid (m/s) | 1932              | 17,5              | De Bilt           |      | 1971               | 22,1               | IJmuiden           |
| Hoogste windstoot (m/s) | 1957              | 25,7              | De Bilt           |      | 1971               | 29,8               | De Kooy            |
| Langste zonneschijnduur (uur) | 1993-1994         | 9,9               | De Bilt           |      | 1993               | 10,1               | Vlissingen         |
| Langste neerslagduur (uur) | 1956              | 15,3              | De Bilt           |      | 1956               | 15,3               | De Bilt            |
| Hoogste etmaalsom van de neerslag (mm) | 1941              | 22,1              | De Bilt           |      | 1961               | 31,7               | Eelde              |
| Laagste etmaalgemiddelde relatieve vochtigheid (%) | 1936              | 66                | De Bilt           |      | 1994               | 59                 | Leeuwarden         |
| Laagste uurwaarde luchtdruk op zeeniveau (hPa) | 1961              | 982,0             | De Bilt           |      | 1961               | 976,2              | Eelde              |
| Hoogste uurwaarde luchtdruk op zeeniveau (hPa) | 1993              | 1038,9            | De Bilt           |      | 1993               | 1041,1             | Eelde              |
| Officiële records worden altijd gemeten op het KNMI-weerstation in De Bilt. Landelijke records kunnen worden gemeten op elk officieel KNMI-weerstation in Nederland. |                   |                   |                   |      |                    |                    |                    |

Uitzonderlijke gebeurtenissen
- 1962 - Laatste officiële zachte dag van het jaar (maximumtemperatuur ≥ 15 °C in De Bilt)
- 1970 - Laatste officiële zachte dag van het jaar (maximumtemperatuur ≥ 15 °C in De Bilt)

### België
Dagrecords
- 1835 - Laagste etmaalgemiddelde temperatuur 3,9 °C
- 2014 - Hoogste etmaalgemiddelde temperatuur 18,5 °C
- 1835 - Laagste minimumtemperatuur 0,1 °C
- 2014 - Hoogste maximumtemperatuur 24,1 °C
- 1961 - Hoogste etmaalsom van de neerslag 28 mm

Uitzonderlijke gebeurtenissen
- 1921 - Meest laattijdige zomerdag van de eeuw in Ukkel.
- 1961 - 63 mm neerslag in Adegem (Maldegem).

<< · 1 · 2 · 3 · 4 · 5 · 6 · 7 · 8 · 9 · 10 · 11 · 12 · 13 · 14 · 15 · 16 · 17 · 18 · 19 · 20 · 21 · 22 · 23 · 24 · 25 · 26 · 27 · 28 · 29 · 30 · 31 · >>